# Памятные и юбилейные монеты СССР
Памятные и юбилейные монеты СССР — монеты Госбанка СССР, посвящённые памятным событиям, юбилеям исторических личностей и деятелей культуры, а также различным зданиям, памятникам и животным. В отличие от монет регулярного чекана, предназначенных для повседневного обращения, памятные предполагались для коллекционеров и выпускались ограниченным тиражом. Массовая чеканка началась с 1965 года, когда была выпущена монета достоинством в 1 рубль, посвященная 20-летию победы над фашистской Германией, тиражом 60 млн экз. Монеты выпускались в честь различных юбилейных событий, таких как, например, годовщина Октябрьской революции, юбилеи выдающихся личностей, — Ленина, Менделеева, Пушкина и многих других. Крупнейшая серия памятных монет СССР была выпущена в честь Олимпийских игр 1980 года.
В основном выпускались монеты из медно-никелевого сплава достоинством 1 рубль, а с 1987 года также стали чеканиться монеты достоинством 3 и 5 рублей. Кроме того, выпускались монеты из серебра, золота, платины и палладия, которые пользовались большой популярностью на международном нумизматическом рынке.

## Параметры монет
| Медно-никелевые монеты                                                                                       | Медно-никелевые монеты | Медно-никелевые монеты |
| Номинал монеты (название)                                                                                    | Масса, г               | Диаметр, мм            |
| --- | ---------------------- | ---------------------- |
| 1 рубль | 12,80                  | 31,00                  |
| 3 рубля | 14,35                  | 33,00                  |
| 5 рублей | 19,80                  | 35,00                  |
| 10 копеек | 2,05                   | 17,27                  |
| 15 копеек | 3,40                   | 19,56                  |
| 20 копеек | 4,35                   | 21,84                  |
| 50 копеек | 6,45                   | 25,00                  |
| Особые монеты:                                                                                               |                        |                        |
| 1 рубль в ознаменование 20-летия Победы над фашистской Германией в Великой Отечественной войне 1941—1945 гг. | 9,25                   | 31,00                  |
| 1 рубль в ознаменование 50-летия советской власти                                                            | 11,25                  | 31,00                  |
| 5 рублей в ознаменование 70-летия Великой Октябрьской социалистической революции                             | 30,00                  | 39,00                  |

## Тематические серии

### Серия: «50 лет Советской власти»
В этой серии вышли следующие монеты: 10 коп., 15 коп., 20 коп., 50 коп. и 1 руб.

### Серия: «Игры XXII Олимпиады. Москва. 1980»

#### Серия: «Символика олимпийских игр в Москве»
- Эмблема Олимпийских Игр • Олимпийский огонь в Москве • Аллегория «Спорт и мир» • Олимпийский факел в Москве

#### Серия: «Олимпийские виды спорта»
- Бег • Плавание • Прыжки в высоту • Конкур • Велоспорт • Гребля • Тяжёлая атлетика • Метание молота • Баскетбол • Волейбол • Бокс • Дзюдо • Стрельба из лука • Художественная гимнастика

#### Серия: «История Олимпийских игр»
- Дискобол • Древние борцы • Гонки колесниц • Гиревой спорт • Древние бегуны • Перетягивание каната

#### Серия: «Национальные виды спорта»
- Догони девушку • Исинди • Городки • Танец Орла и Хуреш • Гонки на оленях

#### Серия: «Города и спортивные сооружения XXII Олимпийских игр»
- Кремль • Монумент «Покорителям космоса» • Московский Университет • Киев • Ленинград • Минск • Таллин • Москва • Карта СССР • Стадион им. В. И. Ленина, Москва • Гребной канал в Крылатском, Москва • Велотрек, Москва • Спортивный зал «Дружба», Москва • Памятник князю Юрию Долгорукому в Москве

### Серия: «Русский балет»
- Танцующая балерина

### Монеты, посвящённые великим людям
Материал — медно-никелевый сплав, номинал — 1 рубль.
- Ленин В. И. — 100 лет (1970)
- Карл Маркс (1983)
- Иван Фёдоров (1983)
- Менделеев Д. И. (1984)
- Попов А. С. (1984)
- Пушкин А. С. (1984)
- Ленин В. И. — 115 лет (1985)
- Фридрих Энгельс (1985)
- Ломоносов М. В. (1986)
- Циолковский К. Э. (1987)
- Горький М. А. (1988)
- Толстой Л. Н. (1988)
- Лермонтов М. Ю. (1989)
- Мусоргский М. П. (1989)
- Ниязи Х. Х. (1989)
- Шевченко Т. Г. (1989)
- Эминеску М. (1989)
- Жуков Г. К. (1990)
- Райнис Янис (1990)
- Скорина Франциск (1990)
- Чайковский П. И. (1990)
- Чехов А. П. (1990)
- Иванов К. В. (1991)
- Лебедев П. Н. (1991)
- Махтумкули (1991)
- Навои Алишер (1991)
- Низами Гянджеви (1991)
- Прокофьев С. С. (1991)

### Серия «Соборы, памятники»
Материал — медно-никелевый сплав, номинал — 5 рублей.
- Памятник Петру Первому, Ленинград (1988)
- Софийский собор, Киев (1988)
- Памятник «Тысячелетие России», Новгород (1988)
- Благовещенский Собор, Москва (1989)
- Регистан, Самарканд (1989)
- Собор Покрова-на-Рву (Храм Василия Блаженного), Москва (1989)
- Большой дворец, Петергоф (1990)
- Матенадаран, Ереван (1990)
- Успенский Собор, Москва (1990)
- Архангельский Собор, Москва (1991)
- Государственный Банк, Москва (1991)
- Памятник Давиду Сасунскому, Ереван (1991)

### Серия: «1000-летие России»
- 1000-летие древнерусской литературы: Слово о полку Игореве, 1185 г. • 1000-летие крещения Руси: Памятник князю Владимиру Святославичу в Киеве, XIX в. • 1000-летие древнерусского зодчества: Софийский собор, Киев, XI в. • 1000-летие древнерусской монетной чеканки: Сребреник Владимира, 988 г. • 1000-летие древнерусского зодчества: Софийский собор, Великий Новгород, XI в. • 1000-летие древнерусской монетной чеканки: Златник Владимира, 988 г.

### Серия: «500-летие единого русского государства»
- Стояние на реке Угре, XV в • Иван III (1440—1505 гг.) — основатель единого Русского государства • Первые общерусские монеты, XVI в. • Московский Кремль, XII—XVI вв. • Успенский собор, Москва, XV в. • Государственная печать Ивана III, XV в. • Пётр I — преобразователь • Отмена крепостного права, 1861 г • Полтавская битва, 1709 г. • Отечественная война 1812 года • Памятник Петру I в С.-Петербурге, 1782 г. • Л. Н. Толстой (1828—1910) — русский писатель • Церковь Архангела Гавриила, XVIII в., Москва • Исаакиевский собор, XIX в., С.-Петербург • Флот Петра Великого, XVII—XVIII вв. • Петропавловская крепость, XVIII в. • Большой театр, 1825 г. • Триумфальная арка, Москва, 1834 г.

### Серия: «XXV Олимпийские игры 1992 года, Барселона»
- Метание копья • Велосипедный спорт • Тяжёлая атлетика • Борьба • Бег • Прыжки в длину

### Серия: «250 лет открытия Русской Америки»
- Пакетбот «Св. Петр» и капитан-командор В. Беринг, 1741 г. • Пакетбот «Св. Павел» и капитан-командор А. Чириков, 1741 г. • Бухта Трёх Святителей • Ново-Архангельск • Бот «Св. Гавриил» и командир М. Гвоздев, 1732 г. • Иоанн Вениаминов — миссионер и просветитель, XIX в. • Экспедиция Д.Кука в Русскую Америку, 1778 г. • Крепость Росс, 1812 г.

### Серия «Красная книга СССР»
- «Винторогий козёл»
- «Рыбный филин»

### Прочие юбилейные и памятные монеты

#### Юбилейные
- 1 рубль: 20 лет Победы над фашистской Германией (1965)
- 1 рубль: 30 лет Победы в Великой Отечественной войне (1975)
- 1 рубль: 60 лет Советской власти (1977)
- 1 рубль: 20 лет первого полёта человека в космос (1981)
- 1 рубль: 60 лет образования СССР (1982)
- 1 рубль: 20 лет первого полёта женщины в космос (1983)
- 1 рубль: 40 лет Победы в Великой Отечественной войне (1985)
- 1 рубль: 175 лет со дня Бородинского сражения (1987), 2 варианта: с барельефом, с обелиском
- 3 рубля: 50 лет в битве под Москвой (1991)

#### Памятные
- 1 рубль: Советско-Болгарская дружба (1981)
- 1 рубль: XII Всемирный фестиваль молодёжи и студентов в Москве (1985)
- 1 рубль: Международный год мира (1986)
- 3 рубля: Землетрясение в Армении (Спитакское землетрясение, 1988)

### Список монет из драгоценных металлов
- 1977—1980 — серия монет, посвященных XXII Летним Олимпийским играм в Москве. 39 монет: из серебра (28), золота (6) и платины (5) с номиналом от 5 до 150 рублей.
- 1988 — серия монет, посвященных 1000-летию древнерусской монетной чеканки, литературы, зодчества, крещения Руси:
  - 3 рубля, серебро, Софийский собор в Киеве
  - 3 рубля, серебро, Сребреник Владимира
  - 25 рублей, палладий, Памятник князю Владимиру Святославичу
  - 50 рублей, золото, Софийский собор в Новгороде
  - 100 рублей, золото, Златник Владимира
  - 150 рублей, платина, Слово о полку Игореве
- 1989 — серия монет, посвященных 500-летию единого русского государства
  - 3 рубля, серебро, Московский кремль
  - 3 рубля, серебро, Первые общерусские монеты
  - 25 рублей, палладий, Иван III
  - 50 рублей, золото, Успенский собор. Москва
  - 100 рублей, золото, Государственная печать Ивана III
  - 150 рублей, платина, Стояние на Угре
- 1989—1991 — серия памятных монет, посвященных балету, монеты из золота, палладия
- 1990 3 рубля, серебро, Всемирная встреча в интересах детей
- 1990 — серия монет, посвящённых 500-летию единого русского государства
  - 3 рубля, серебро, Флот Петра Великого
  - 3 рубля, серебро, Петропавловская крепость
  - 25 рублей, палладий, Пётр I
  - 50 рублей, золото, Церковь архангела Гавриила
  - 100 рублей, золото, памятник Петру I
  - 150 рублей, платина, Полтавская битва
- 1990 — серия монет, посвящённых 250-летию открытия Русской Америки
  - 3 рубля, серебро, Экспедиция Д. Кука в Русскую Америку
  - 25 рублей, палладий, пакетбот «Святой Пётр»
  - 25 рублей, палладий, пакетбот «Святой Павел»
  - 150 рублей, платина, бот «Святой Гавриил»
- 1991 — 3 рубля, серебро, 30 лет первого полёта человека в космос
- 1991 — серия монет, посвящённых 500-летию единого русского государства
  - 3 рубля, серебро, Триумфальная арка
  - 3 рубля, серебро, Большой театр
  - 25 рублей, палладий, Отмена крепостного права
  - 50 рублей, золото, Исаакиевский собор
  - 100 рублей, золото, Лев Толстой
  - 150 рублей, платина, Александр I и Наполеон,
- 1991 — серия монет, посвященных 250-летию открытия Русской Америки
  - 3 рубля, серебро, Крепость Росс,
  - 25 рублей, палладий, Гавань Трёх святителей,
  - 25 рублей, палладий, Ново-Архангельск
  - 150 рублей, платина, Иоанн Вениаминов.

## Новоделы
В 1988 году были выпущены новоделы юбилейных монет в качестве пруф. На гурте монет имеется надпись «1988 • Н». Аверс и реверс отличий не имеют.
| Новоделы юбилейных монет (1965—1986) | Новоделы юбилейных монет (1965—1986)        | Новоделы юбилейных монет (1965—1986) |
| Номинал                              | Описание                                    | Год первой чеканки                   |
| ------------------------------------ | ------------------------------------------- | ------------------------------------ |
| 1 рубль                              | 20 лет Победы над Германией                 | 1965                                 |
| 1 рубль                              | 50 лет Советской власти                     | 1967                                 |
| 1 рубль                              | 30 лет Победы в Великой Отечественной войне | 1975                                 |
| 1 рубль                              | 60 лет Советской власти                     | 1977                                 |
| 1 рубль                              | 20 лет полёта в космос Ю. Гагарина          | 1981                                 |
| 1 рубль                              | Дружба навеки                               | 1981                                 |
| 1 рубль                              | 60 лет образования СССР                     | 1982                                 |
| 1 рубль                              | 20 лет полёта в космос В. Терешковой        | 1983                                 |
| 1 рубль                              | 400 лет со дня смерти И. Фёдорова           | 1983                                 |
| 1 рубль                              | 165 лет со дня рождения К. Маркса           | 1983                                 |
| 1 рубль                              | 185 лет со дня рождения А. С. Пушкина       | 1984                                 |
| 1 рубль                              | 150 лет со дня рождения Д. И. Менделеева    | 1984                                 |
| 1 рубль                              | 125 лет со дня рождения А. С. Попова        | 1984                                 |
| 1 рубль                              | 115 лет со дня рождения В. И. Ленина        | 1985                                 |
| 1 рубль                              | 165 лет со дня рождения Ф. Энгельса         | 1985                                 |
| 1 рубль                              | 40 лет победы над Германией                 | 1985                                 |
| 1 рубль                              | Фестиваль молодёжи и студентов в Москве     | 1985                                 |
| 1 рубль                              | 275 лет со дня рождения М. В. Ломоносова    | 1986                                 |
| 1 рубль                              | Международный год мира                      | 1986                                 |